# Napajalnik
Napajalnik je električna naprava, ki napaja računalnike in podobne izdelke z električno energijo. Primarna funkcija napajalnika je pretvoriti električni tok iz vira v pravilno napetost, tok in frekvenco za napajanje bremena. Zaradi tega se napajalniki včasih imenujejo pretvorniki električne energije. Nekateri napajalniki so ločeni od ostalih delov opreme, drugi pa so vgrajeni v tovorne naprave, ki jih napajajo. Primeri slednjih vključujejo napajalnike, ki jih najdemo v namiznih računalnikih in potrošniških elektronskih napravah. Druge funkcije, ki jih napajalniki lahko izvajajo, vključujejo omejevanje toka, ki ga porabi obremenitev, na varne ravni, izklop toka v primeru električne napake, klimatsko napravo za preprečevanje elektronskega hrupa ali napetosti na vhodu zaradi dosega obremenitve ter shranjevanje energije, tako da lahko še naprej napaja obremenitev v primeru začasne prekinitve vira napajanja. To deluje le za par minut, da se podatki lahko shranijo. Vsi napajalniki imajo napajalni priključek, ki od vira prejema energijo v obliki električnega toka, in enega ali več izhodnih priključkov, ki oddajo tok. Moč vira lahko prihaja iz električnega omrežja, kot so električna vtičnica, naprave za shranjevanje energije, kot so baterije, akumulatorji ali gorivne celice, generatorji ali alternatorji, sončni pretvorniki ali drugo napajanje. Vhod in izhod sta običajno kabelska vezja, čeprav nekateri napajalniki uporabljajo brezžični prenos energije za napajanje svojih obremenitev brez žičnih povezav. Nekateri napajalniki imajo tudi druge vrste vhodov in izhodov za funkcije, kot sta zunanje spremljanje in nadzor.